# Aka westlandica
Aka westlandica – gatunek pluskwiaka z rodziny szrońcowatych i podrodziny Cixiinae.
Gatunek ten opisany został w 1999 roku przez Marie-Claude Larivière.
Samce osiągają od 5 do 5,83 mm, a samice od 4,92 do 6,17 mm długości ciała. Podstawowe ubarwienie ciała jest brązowe, niekiedy ciemnobrązowo lub czarno nakrapiane. Głowę cechuje ciemnobrązowy zaustek, brązowe z żółtawym nakrapianiem wzdłuż żeberek zewnętrznych czoło oraz brązowe z nieco zażółconym środkiem i płytkim wcięciem u nasady ciemię. Barwa przedplecza jest żółtawobrązowa lub brązowa, często ciemnobrązowo nakrapiana. Odnóża są żółtawobrązowo i brązowo obrączkowane. Pierwszy i drugi człon stóp tylnej pary mają po 6 ząbków w rzędzie wierzchołkowym. U samca edeagus ma 3 wyrostki kolczaste osadzone u nasady flagellum. Prawy z nich jest faliście zakrzywiony na lewo i sięga za granicę periandrium. Lewe z nich są cienkie, wyraźnie różnej długości: krótszy jest falisty, a dłuższy prawie prosty. Lewy sztylet genitalny ma ostro zaokrąglony wierzchołek.
Gatunek endemiczny dla Nowej Zelandii. Znany z zachodniej części Wyspy Południowej oraz Wyspy Stewart. Zamieszkuje lasy bukanowe i mieszane, zakrzewienia i zarośla, od wybrzeży morskich po niższe góry. Owady dorosłe obserwuje się od października do maja, najliczniej od grudnia do lutego. Poławiane są na roślinach z rodzaju Coprosoma, Blechnum, a także na Ascarina lucida, Carpodetus serratus, Melicytus, Schefflera digitata, Pseudopanax crassifolius, Pseudopanax simplex, Weinmannia racemosa i paprociach drzewiastych.